# 蔡焜燦
蔡焜燦（1927年1月9日—2017年7月17日），出生於台灣日治時期的台中州大甲郡清水街（今台中市清水區），偉銓電子創辦人。與已故中華民國總統李登輝交情深厚，曾任李登輝之友會會長。其日本情結濃厚，曾以「前日本人」自居。

## 生平
蔡焜燦18歲時曾在日本歧阜陸軍航空整備學校奈良航空教育隊當學徒兵，戰後回台成立「奈良航校同學會」。戰後經商，創辦「偉詮電子股份有限公司」並擔任董事長。日本作家司馬遼太郎《台灣紀行》裡的「老台北」，指的就是蔡焜燦。其日文著作《臺灣人和日本精神》（台湾人と日本精神）為日本長銷書，也被視為《台灣紀行》的姊妹書。

## 荣誉

### 外国勋章奖章
- 旭日双光章（日本，2014年4月29日公布[4]）

## 著作
- 《台湾人と日本精神》（東京：日本教文社，2000年；東京：小學館，2001年）

## 家族
- 堂妹林麗韞